# スチームパンク

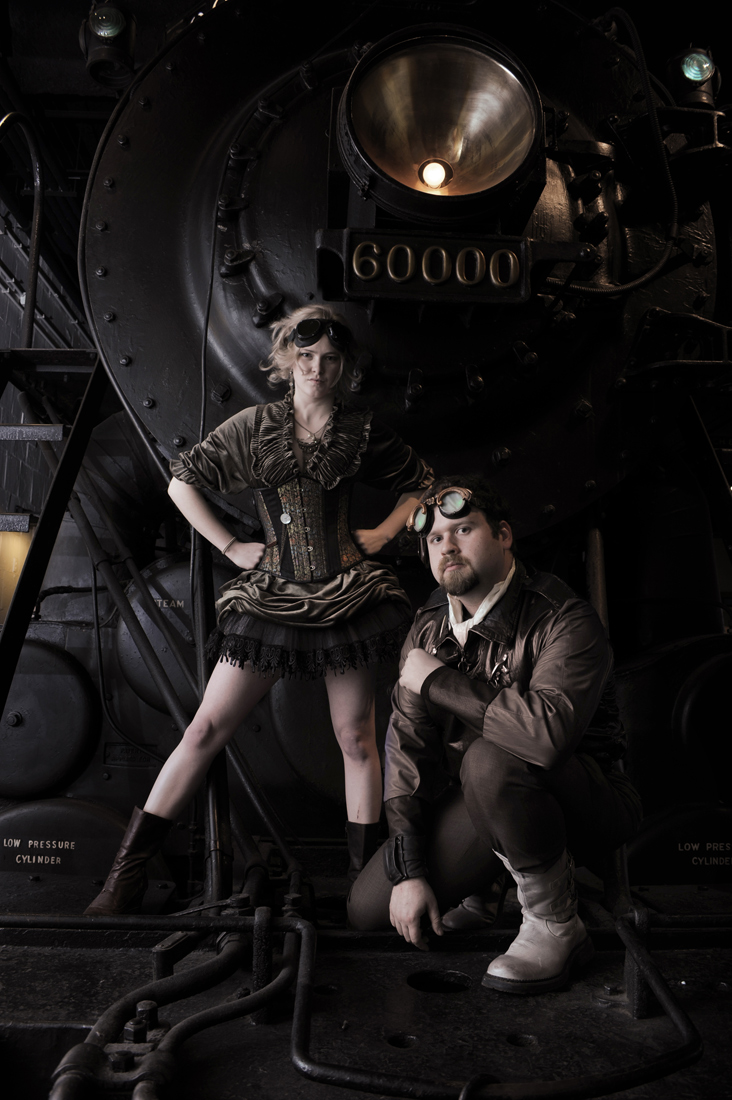
スチームパンク風の写真

スチームパンク（英語: steampunk）は、レトロフューチャーやサイエンス・フィクションのサブジャンルの1つである。関連ジャンルとしてファンタジー、歴史改変もの、スペキュレイティブ・フィクションがある。

## 概要

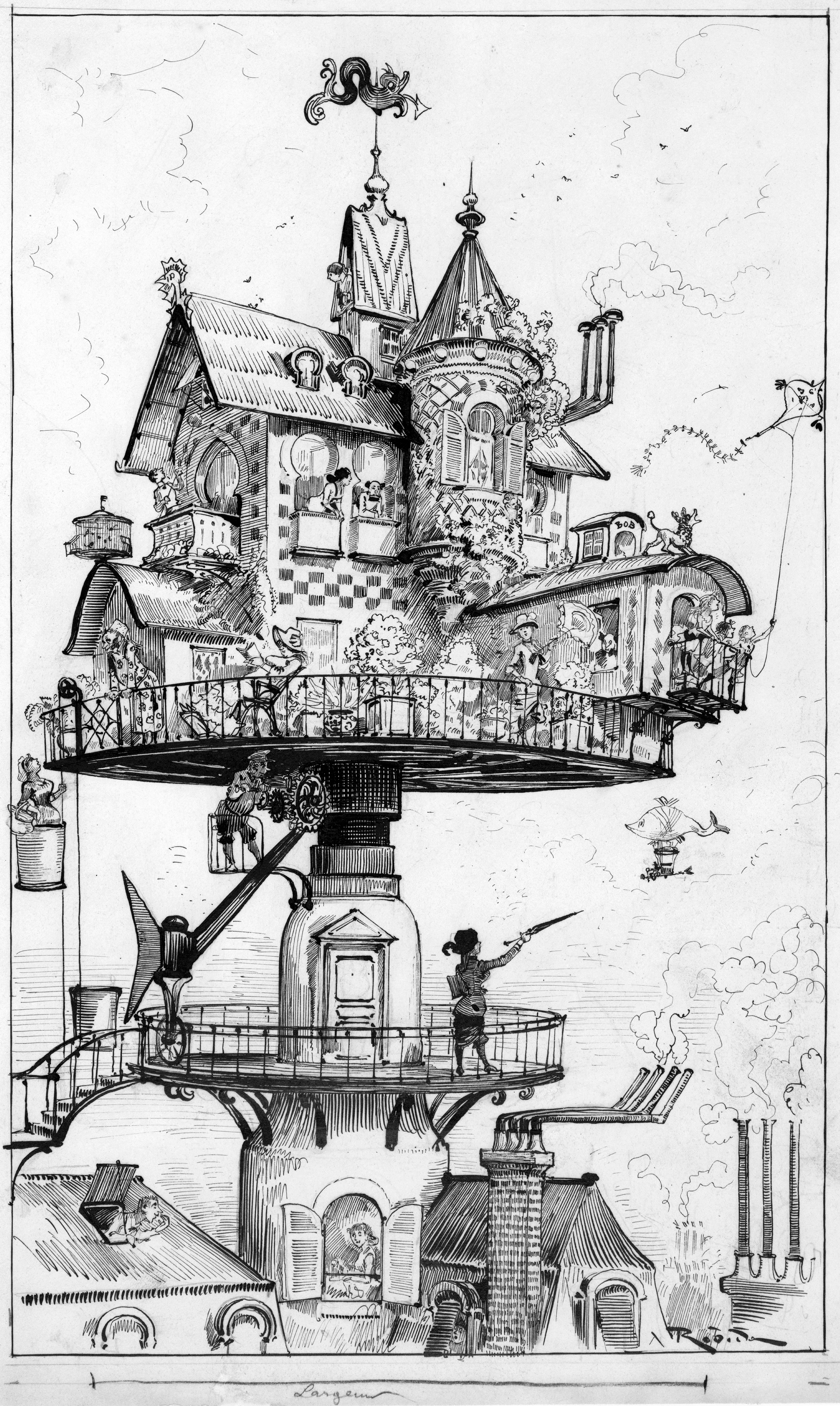
"Maison tournante aérienne" （旋回住宅）。アルベール・ロビダが自著『20世紀』につけた挿絵。19世紀に20世紀の生活を想像した作品

1980年前後が勃興期であり、1980年代から1990年代初めごろまで特に人気を博したが、その後もSFの1サブジャンルとして定着し現在に至る。
現実世界における内燃機関が存在しないか研究中という設定のもとで蒸気機関が広く使われている前提があり、イギリスのヴィクトリア朝やエドワード朝の雰囲気がベースとなっている世界観である。イギリス以外の国も概ねそれと重なる時代、アメリカでいえば西部開拓時代、日本でいえば明治時代～大正時代頃の近代化を推し進める文明開化から大正ロマンの雰囲気が代表的世界観である。そのような世界観の中にSFやファンタジーの要素を組み込む。ヴィクトリア朝の人々が思い描いていたであろうレトロフューチャーな時代錯誤的テクノロジーまたは未来的技術革新を登場させ、同時にヴィクトリア朝のファッション、文化、建築スタイル、芸術を描く。スチームパンク的テクノロジーとしては、H・G・ウェルズやジュール・ヴェルヌの作品にでてくるような架空の機械、最近の作家ではフィリップ・プルマン、スコット・ウエスターフェルド、チャイナ・ミエヴィルの作品にでてくるような架空の機械がある。
他のスチームパンクの例としては、飛行船、アナログコンピュータ、チャールズ・バベッジとエイダ・ラブレスの解析機関のような機械式計算機といったテクノロジーを歴史改変的に扱うものもある。
文学以外では、様々な現代の実用的オブジェクトが職人によって擬似ヴィクトリア朝風の「スチームパンク」スタイルに変換・装飾されており、スチームパンクと称される芸術家や音楽家もいる。
ただし、取り入れられているのはあくまでもヴィクトリア朝のファッションやスタイルのみであり、ヴィクトリア朝の原理主義に近いほどのキリスト教信仰や、人種差別・階級差別・男女差別や異民族・異文化全般に対する蔑視などを基調とする、当時のかなり偏狭な価値観や道徳律は取り入れられていない（スチームパンク世界の価値観や道徳律は、一般に20世紀アメリカのものに近い、リベラル色がかなり強いものである）。

## 起源
今ではスチームパンクとされる作品が1960年代から1970年代にも出版されていたが、「スチームパンク」という用語は1980年代後半に「サイバーパンク」をもじって派生した。SF作家K・W・ジーターが、ティム・パワーズ（『アヌビスの門』、1983年）、ジェイムズ・P・ブレイロック（『ホムンクルス』、1986年）、そして自身（Morlock Night, 1979年 と『悪魔の機械』、1987年）の作品群を集合的に表す用語を探していて「スチームパンク」を思いついたと言われている。これらの作品はいずれも19世紀を舞台としていて、実際のヴィクトリア朝のスペキュレイティブ・フィクション（例えばH・G・ウェルズの『タイム・マシン』）の雰囲気を真似ている。SF雑誌『ローカス』1987年4月号に掲載された手紙で、ジーターは次のように書いている。
ローカス様

同封したのは1979年の私の長編小説 Morlock Night のコピーです。それを Faren Miller に渡していただけると大変うれしいです。これは「パワーズ/ブレイロック/ジーターのファンタジー3人組」の中で誰が最初に「イカれた歴史」を書いたかという重要な議論の証拠となるものです。ローカス3月号で彼女のレビューを拝見し、とてもうれしく思いました。

個人的にはヴィクトリア朝ファンタジーは、パワーズとブレイロックと私の作品群を表す用語を見つければ、すごいことになるのではないかと思っています。その時代にふさわしいテクノロジーに基づいた何か、例えば「スチームパンク」のような…

## 歴史上の先例

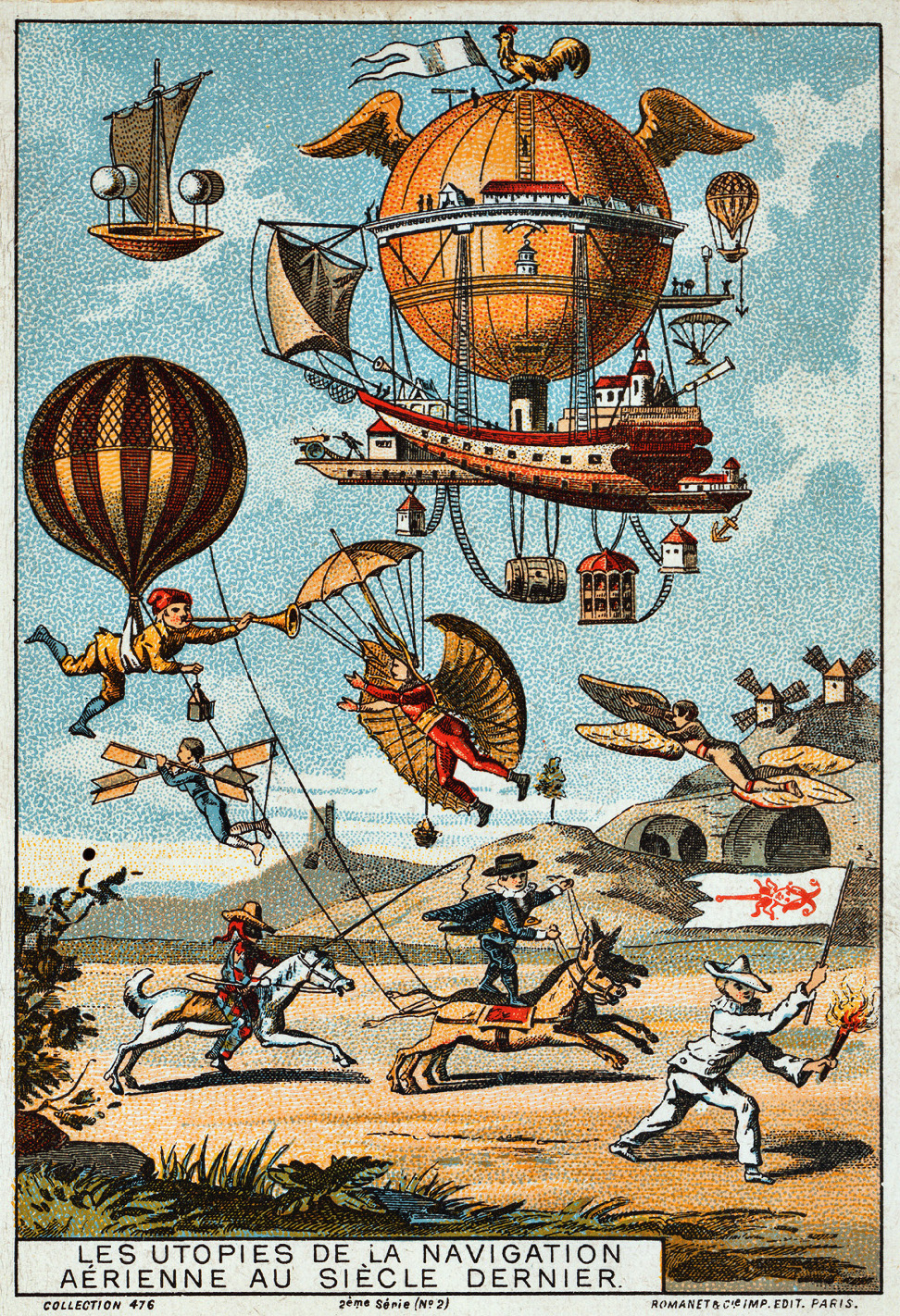
19世紀フランスのユートピア的飛行機械 (1890–1900)

スチームパンクは、ジュール・ヴェルヌやH・G・ウェルズやメアリー・シェリーといった19世紀の科学ロマンスに影響を受け、そのスタイルを踏襲していることが多い。
このジャンルの発展を語る上で重要な作品がいくつか、ジャンル名が生まれる前に存在している。マーヴィン・ピークの『タイタス・アローン』（1959年）は、スチームパンクの要素の多くを先取りしていた。レメディオス・バロの絵画作品は、ヴィクトリア朝の服装や空想的イメージやテクノファンタジー的イメージを融合している。スチームパンク的精神を広く示した最初期の作品として、CBSのテレビドラマ The Wild Wild West （1965年 – 1969年）があり、後に設定を借りた映画『ワイルド・ワイルド・ウエスト』（1999年）も製作された。映画『未来世紀ブラジル』（1985年）もこのジャンルに影響を与えている。
K・W・ジーターがジャンル名を考案したことから、その小説 Morlock Night （1979年）がスチームパンクの原点とされることがある。キース・ローマーの『多元宇宙の帝国』（1962年）もこのジャンル形成に寄与している。ロナルド・W・クラークの Queen Victoria's Bomb （1967年）とマイケル・ムアコックの Warlord of the Air (1971) も影響を与えた初期の例として引用されている。ハリイ・ハリスンの『大西洋横断トンネル、万歳！』（1973年）は異なる歴史の1973年の大英帝国を描いており、原子力機関車、石炭を燃料とする飛行艇、派手な潜水艦、ヴィクトリア朝風の会話が散りばめられている。

## 大衆的フィクションとしてのスチームパンク

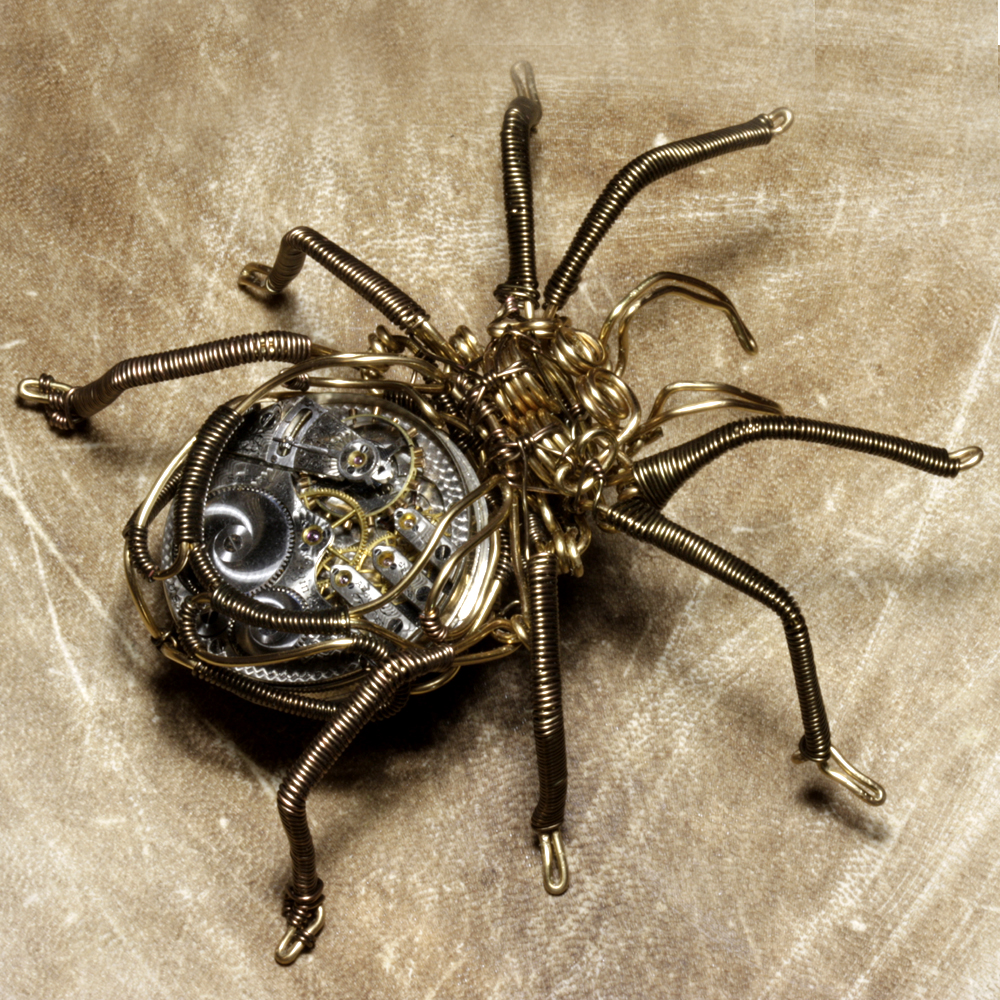
クモの立体芸術作品。Daniel Proulx 作

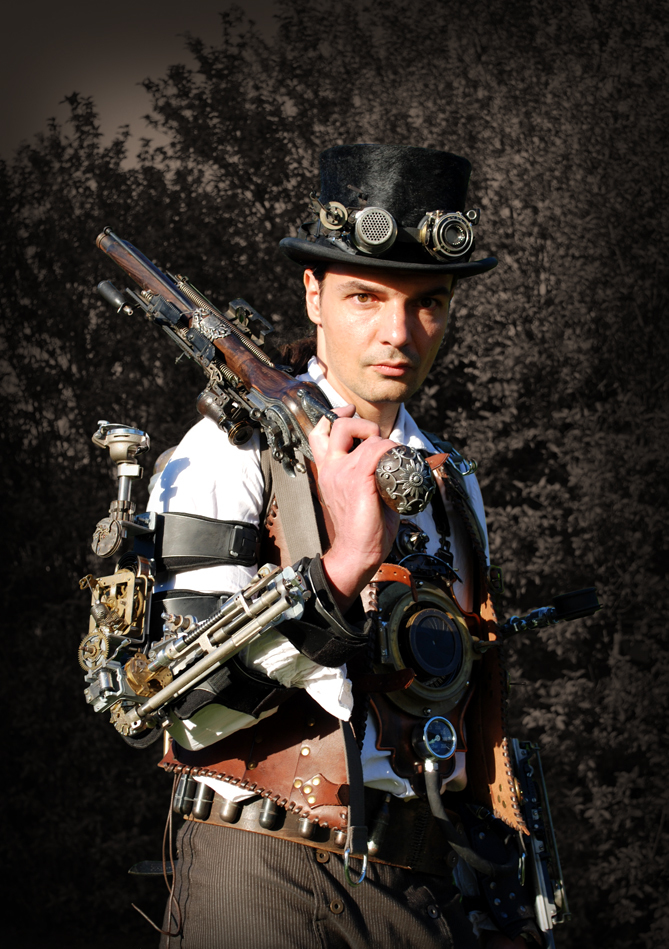
スチームパンク的衣装と武器

1982年のアメリカのテレビドラマ Q.E.D. はエドワード朝のイングランドを舞台とし、サム・ウォーターストン演じる教授が主人公である。この教授は発明家で、科学を用いたシャーロック・ホームズのような探偵ものになっている。
1988年に初版が登場した歴史改変SFロールプレイングゲーム Space: 1889 ではヴィクトリア朝時代の後に否定された科学理論が真実となっている世界を舞台とし、現実世界とは異なる科学技術が発展したという設定である。
ウィリアム・ギブスンとブルース・スターリングの1990年の小説『ディファレンス・エンジン』は、スチームパンクを広く知らしめた作品としてよく引き合いに出される。この小説はギブスンとスターリングのサイバーパンクの作法を歴史改変的ヴィクトリア朝に適用したもので、エイダ・ラブレスとチャールズ・バベッジが考えた階差機関（ディファレンス・エンジン）と呼ぶ蒸気機関駆動のコンピュータが実際に作られ、現実よりも1世紀以上早く情報化時代が到来した世界を描いている。ただし多くのスチームパンク作品が楽天的でユートピア的なのに対して、この作品は暗く懐疑的である。日本語訳書のアオリから引くならば「サイバーパンクの教祖と煽動者が紡ぐ記念碑的傑作」とされ、著者の一方であるスターリングは同作について「きわめてサイバーパンク的でもある」と明言している。このため当初は「サイバーパンク側からのスチームパンクに対する一種の返答（カウンター）的な作品」と受け止められた。現在では「現代科学を参照した蒸気ガジェットや世界観に溢れるスチームパンク」として、スチームパンクの主要な作品と扱われることもある。SF評論家の巽孝之は同作に寄せた解説で「サイバーパンク史上にもスチームパンク史上にも残る」としている。
フォックスが1993年から1994年に放送したテレビドラマ The Adventures of Brisco County, Jr は1890年代を舞台とし、登場人物であるウィックワイア教授が様々なものを発明する。アラン・ムーアとケヴィン・オニールのグラフィックノベルシリーズ『リーグ・オブ・エクストラオーディナリー・ジェントルメン』(1999) （および2003年製作の映画版）もスチームパンクを広めることに大きく貢献した。
Nick Gevers の2008年のアンソロジー Extraordinary Engines は、このジャンルの優秀な作家や他のSF作家、ファンタジー作家がネオ・ヴィクトリア朝を舞台として書いた新たなスチームパンク作品を集めている。その序文でスチームパンクの先駆けとして、マイケル・ムアコックの The Dancer at the End of Time と A Nomad of the Time Streems、ブライアン・オールディスの Frankenstein Unbound、ハワード・ウォルドロップとスティーヴン・アトリーによる Custer's Last Jump と Black as the Pitが挙げられている。同年、ジェフ・ヴァンダーミアらによるその名もずばり Steampunk と題したアンソロジーも出版された。この両方に作品が収録されているジェイ・レイクの代表作 Mainspring は「クロックパンク」と呼ばれることもある。後者のアンソロジーには他に、スチームパンク作家とされているジェイムズ・P・ブレイロックの作品、先述したマイケル・ムアコックの作品、『リーグ・オブ・エクストラオーディナリー・ジェントルメン』への注釈で知られているジェス・ネヴィンズの作品なども収録されている。
初期のスチームパンクは歴史上の設定があることが多かったが、その後スチームパンクの要素をファンタジー世界に持ち込んだ、どの時代かも定かでない作品が見られるようになる。前者の歴史的スチームパンクは歴史改変SF的要素があり、歴史上の実在の場所や人物が登場しつつ、架空のテクノロジーが登場する。ファンタジー的スチームパンクとしては、チャイナ・ミエヴィルの『ペルディード・ストリート・ステーション』、アラン・キャンベルの Scar Night などがあり、さらに完全なファンタジー世界で伝説のモンスターなどと蒸気機関時代などの時代錯誤的テクノロジーが共存している作品もある。
自ら "far-fetched fiction"（ありそうもないフィクション）作家を名乗るロバート・ランキンは、スチームパンク要素を作品に取り入れるようになっている。2009年にはヴィクトリアン・スチームパンク協会のフェローに選ばれた。

### 歴史的スチームパンク

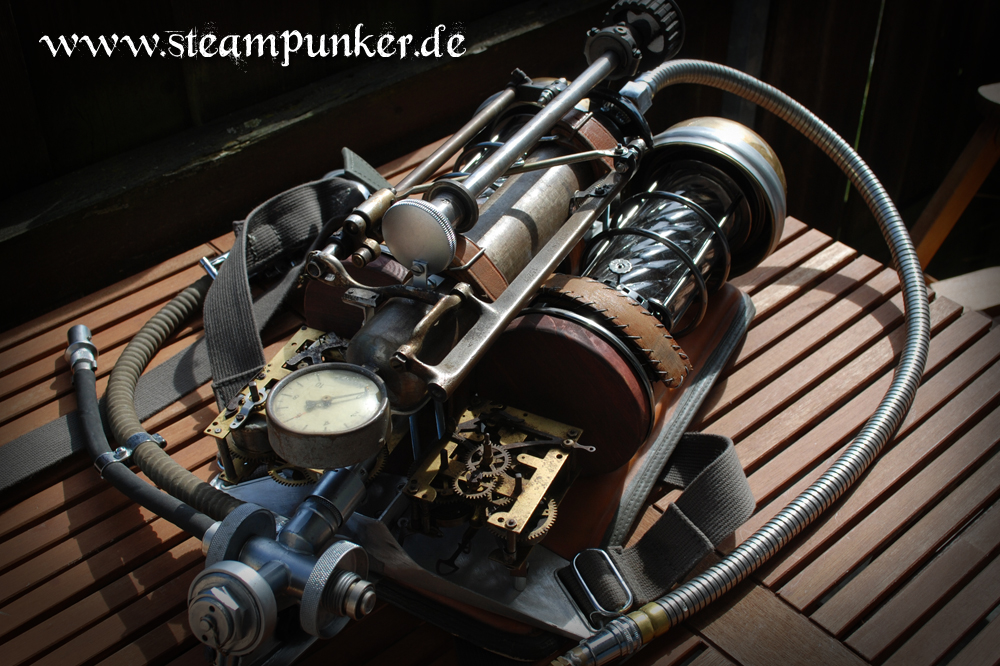
スチームパンク的なバックパック

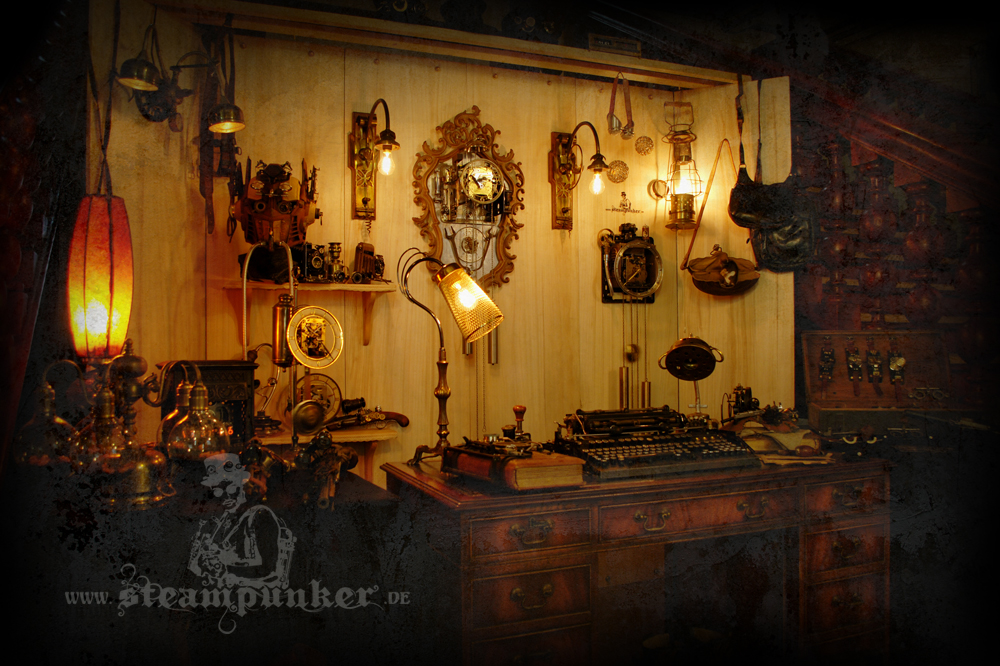
2012年にドイツで開かれたスチームパンク展 "Aethercircus"

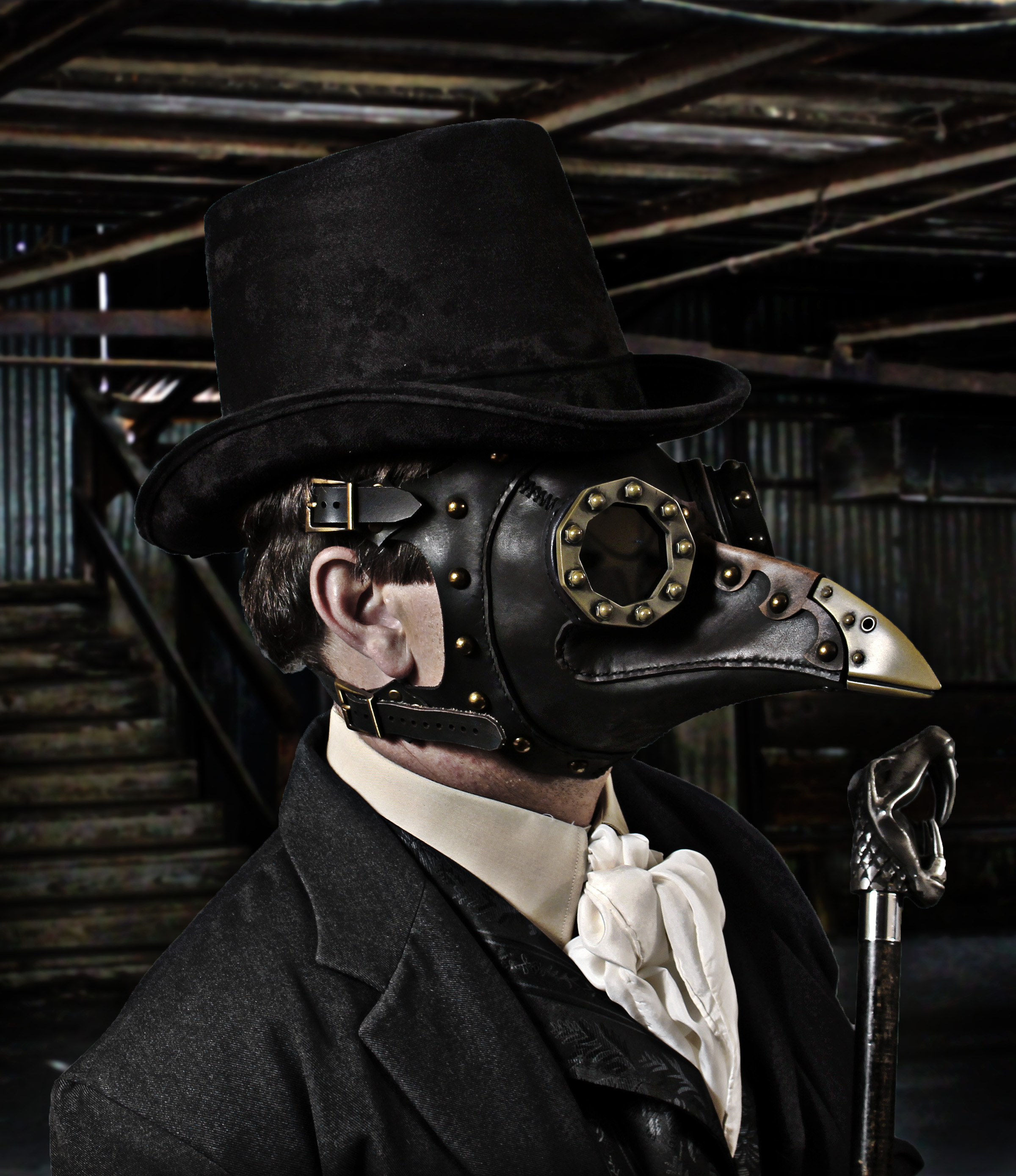
トム・バンウェル（Tom Banwell）作成のスチームパンク的なマスク

一般に、歴史上のある時代を舞台とする場合、このカテゴリに含まれる。主に、産業革命が既に始まっているが電力がまだ広く普及しておらず、蒸気機関やぜんまいばねなどを駆動力とするガジェットが多く見られる。最もよくある時代設定はヴィクトリア朝とエドワード朝だが、産業革命の始まったころまで「ヴィクトリアン・スチームパンク」に含むこともある。
例としては、小説『ディファレンス・エンジン』、コミックの『リーグ・オブ・エクストラオーディナリー・ジェントルメン』、ディズニーアニメ『アトランティス 失われた帝国』、ロールプレイングゲームの Space: 1889 などがある。コミックシリーズの Girl Geniusはヴィクトリア朝風の時代設定が感じられるが、独自の時代と場所を設定している。
カレル・ゼマンの映画『悪魔の発明』（1958年）は最初期のスチームパンク映画と言われている。ジュール・ヴェルヌの小説に基づいており、小説に描かれた（真実ではない）過去の世界を描いている。日本では宮崎駿のアニメ映画『天空の城ラピュタ』（1986年）、『ハウルの動く城』（2004年）や大友克洋の『スチームボーイ』（2004年）、塚原重義の「甲鉄傳紀シリーズ」（2002年～2005年）、スクウェアのテレビゲーム『ファイナルファンタジーVI』、セガのテレビゲーム『サクラ大戦』などが代表的なスチームパンク作品とされる。映像作品以外では唐沢なをき（唐沢商会名義）『蒸気王』がある。どの作品もスチームパンクを構成する時代錯誤的ガジェットが登場する。
歴史的スチームパンクは一般にファンタジーよりもSF的傾向が強いが、魔法などの要素を取り入れたものもある。例えばK・W・ジーターの Morlock Night では、未来からやってきたモーロックの侵略からイギリスを救うために魔法使いマーリンがアーサー王を蘇らせようとする。ティム・パワーズの『アヌビスの門』には、19世紀初頭のロンドンの地下に住む乞食や盗人たちに混じっている魔法使いの一団が登場する。
Paul Guinan は19世紀末に作られたという架空の設定のロボット Boilerplate を作り、ウェブサイトで公開していたが、それを実在のものだと勘違いする人が続出し、世界的に報道されるに至った。このサイトの内容をまとめたハードカバー Boilerplate: History’s Mechanical Marvel が2009年10月に出版された。ストーリーには歴史改変要素はなく、ヴィクトリア朝についての情報は正確である。

### ファンタジー的スチームパンク
1990年以降、スチームパンクという用語はより幅広く使われるようになり、蒸気機関やぜんまいばねなどのテクノロジーが登場するファンタジーもスチームパンクと呼ばれるようになった。
ファンタジー的スチームパンクは特にロールプレイングゲームやコンピュータRPGによく見られる。例えば、「エターナルアルカディア」、「ファイナルファンタジーVI」、「ファイナルファンタジーIX」、Rise of Nations: Rise of Legends、Arcanum: Of Steamworks and Magick Obscura などがある。アニメでは、塚原重義の「端ノ向フ」（2012年）や「クラユカバ」などがある。
MMORPGの World of Warcraft に登場するノームやゴブリンもスチームパンク的な技術社会をもっていて、人類よりも科学技術が発展しているが、エルフのような魔術は使えない。
歴史的スチームパンクとファンタジー的スチームパンクの中間で、未来を舞台にしてスチームパンク的テクノロジーと美学が支配的な世界が描かれた作品もある。例えば、『スチームボーイ』（2004年）、『トライガン』、終末後を描いた宮崎駿の『未来少年コナン』（1978年）、ディズニー映画『トレジャー・プラネット』（2002年）などがある。

### その他のスチームパンク
John Clute と John Grant は、"gaslight romance" または "gaslamp fantasy" という分類を提案している。彼らによれば「Gaslight Romance と同様、スチームパンクは19世紀の霧の都ロンドンをロマンチックに描くことが多い。しかし、Gaslight Romance は19世紀末から20世紀初頭の様々なノスタルジックなもの（ドラキュラ、ジキルとハイド、切り裂きジャック、シャーロック・ホームズ、ターザン）に集中し、一般には超自然的フィクションとファンタジーについてのファンタジー (recursive fantasy) の融合と理解できるが、中には歴史ファンタジーとして読めるものもある」という。
「西部劇」設定のスチームパンクもあり、Weird West や Science fiction Western と呼ばれるサブジャンルがある。他にも、ディーゼルパンクや、歯車とぜんまい仕掛けの前近代的な機械装置に傾倒したクロックパンクといった分類もある。これらの用語の多くはロールプレイングゲームのガープスで考案されたもので、他ではあまり使われていない。さらに日本では、鉄塔や電線、真空管などの電気工学的なガジェットに傾倒するエレクトリックパンクというマイナーなサブジャンルが存在する。

## アートとデザイン

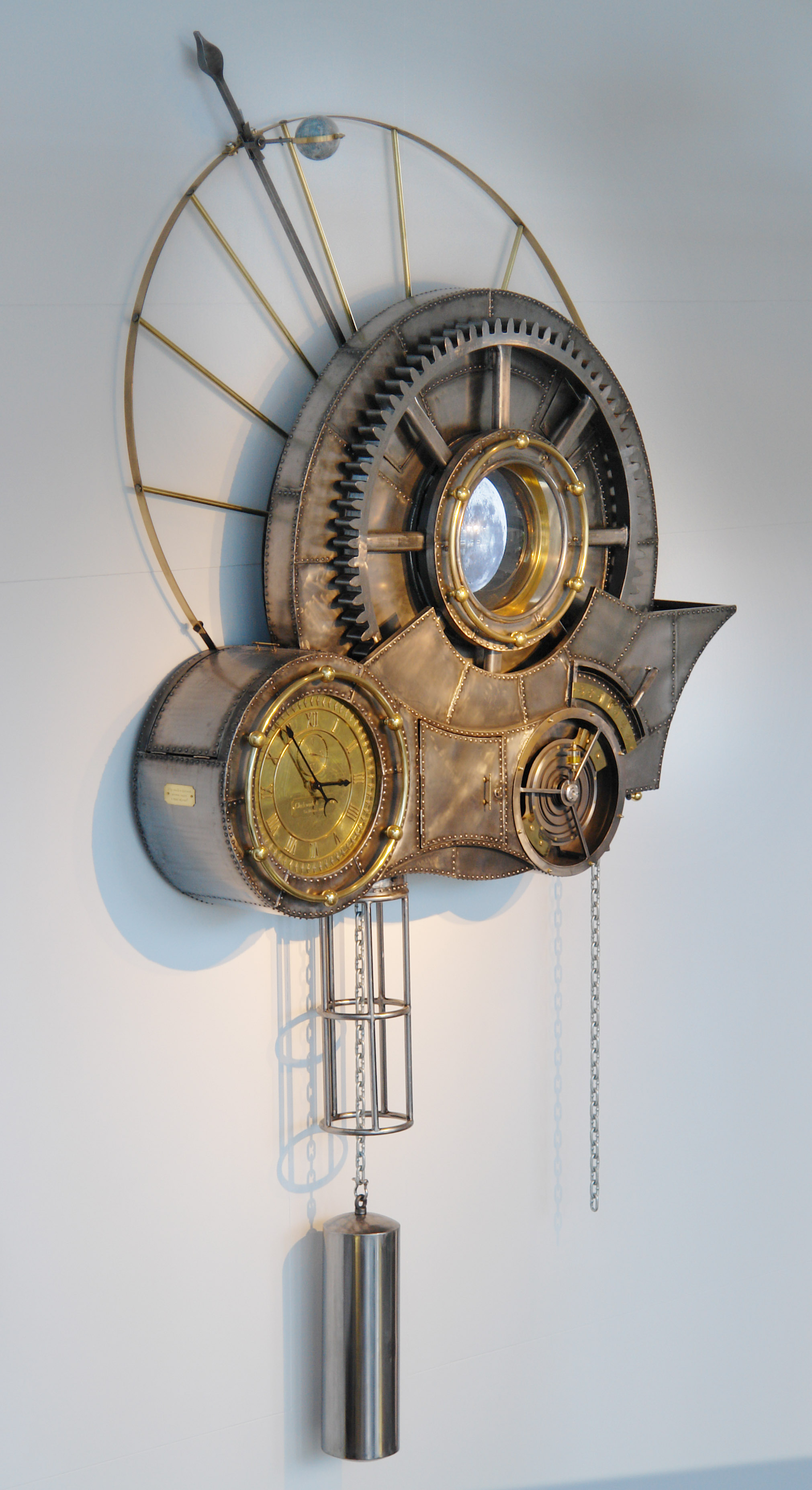
Tim Wetherellの立体芸術作品 Clockwork Universe オーストラリア国立科学技術センター（2009年9月24日）

スチームパンクの視覚化の起源としては、1954年のディズニー映画の『海底二万哩』（潜水艦ノーチラス号のデザイン、その内装、乗組員の潜水服など）、1960年のジョージ・パルの映画『タイム・マシン 80万年後の世界へ』（タイムマシンのデザイン）などがある。また同様のデザインは東京ディズニーシーのミステリアスアイランドにも採用されている。
愛好家は、様々な現代の実用品を偽ヴィクトリア朝風のメカニカルな「スチームパンク」スタイルに改造している。例えば、コンピュータ・キーボードやエレクトリック・ギターである。そういった再デザインでは、ヴィクトリア朝時代に入手可能な材料（真鍮、鉄、木、皮革など）を使い、ヴィクトリア朝時代のデザイン要素と技能を使うことを目指す。Kinetic Steam Worksというアーティスト・グループは、2006年と2007年のバーニングマン祭にて実動する蒸気機関を展示した。そのグループの創設メンバーの1人 Sean Orlando は後に Five Ton Crane Arts Group を結成したグループと共同で Steampunk Tree House を作り、いくつかの祭で展示し、2010年7月以降はデラウェア州ミルトンにある Dogfish Head Brewery に永久展示されている。
2008年5月から6月、マルチメディア・アーティストで彫刻家の Paul St George はロンドンとニューヨークのブルックリンをリンクした野外インタラクティブビデオのインスタレーション The telectroscope を開催した。プロモーターの Evelyn Kriete は、両都市のスチームパンクファンに集まるよう呼びかけた。
2009年、アーティストの Tim Wetherell は Clockwork Universe（時計仕掛けの宇宙）というコンセプトの巨大な壁掛け型作品を作り、オーストラリア国立科学技術センターに設置した。この鉄製の芸術作品には、動く歯車や動く時計、月の明暗界線の映画などが含まれている。3Dの月の映画は Antony Williams が製作した。
BBCのドラマ『ドクター・フー』に登場するタイムマシン「ターディス」も1996年版からスチームパンク的要素を備えている。
2009年10月から2010年2月まで、オックスフォード科学史博物館で世界初の大規模なスチームパンク・アート展が開催された。実用品を再デザインしたものから空想的な仕掛けまで、18人の世界各地のアーティストの作品を展示した。同博物館の展覧会としては最大の成功を収め、8万人以上が訪れたという。

## 文化

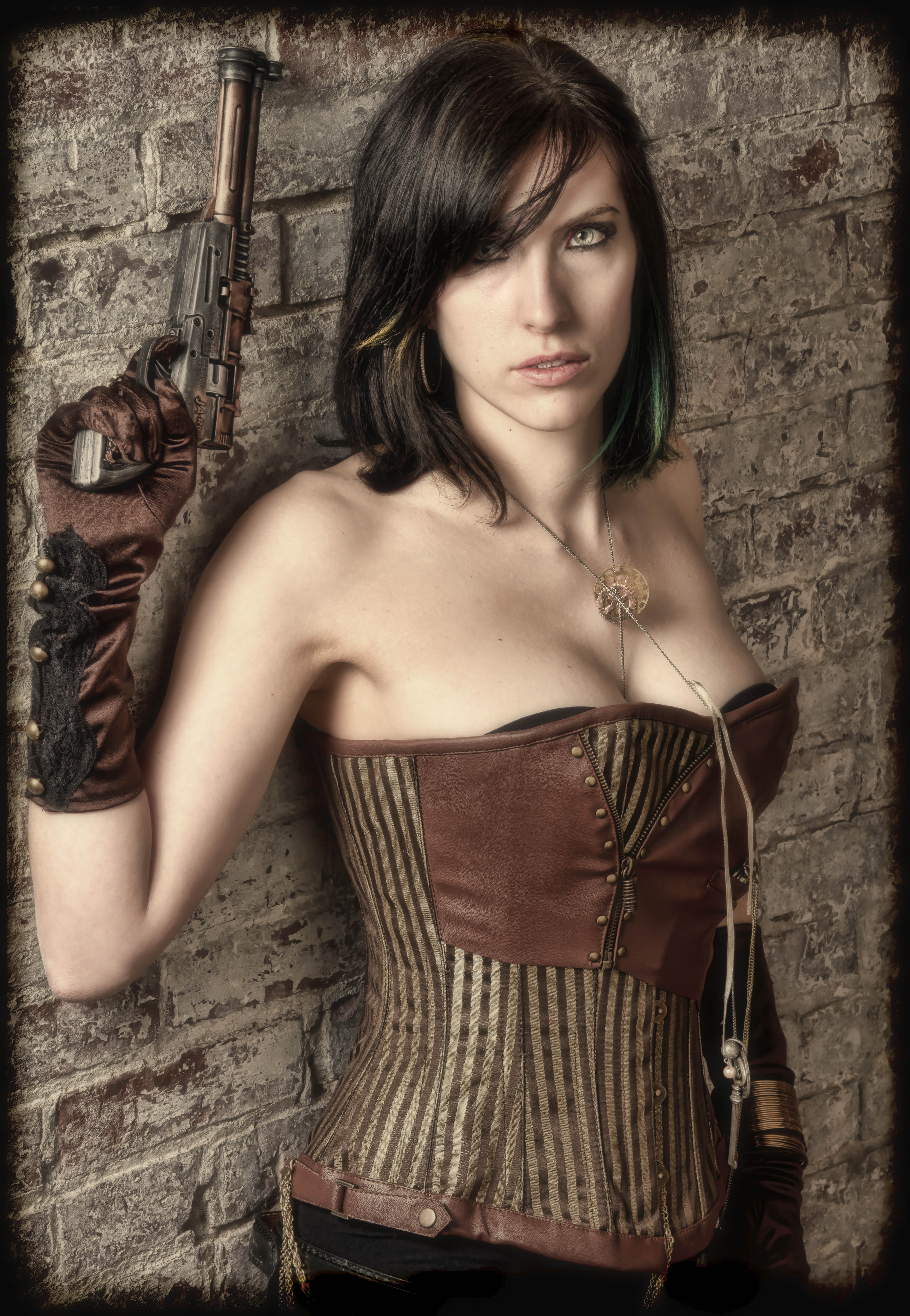
スチームパンク風のコルセットと拳銃。

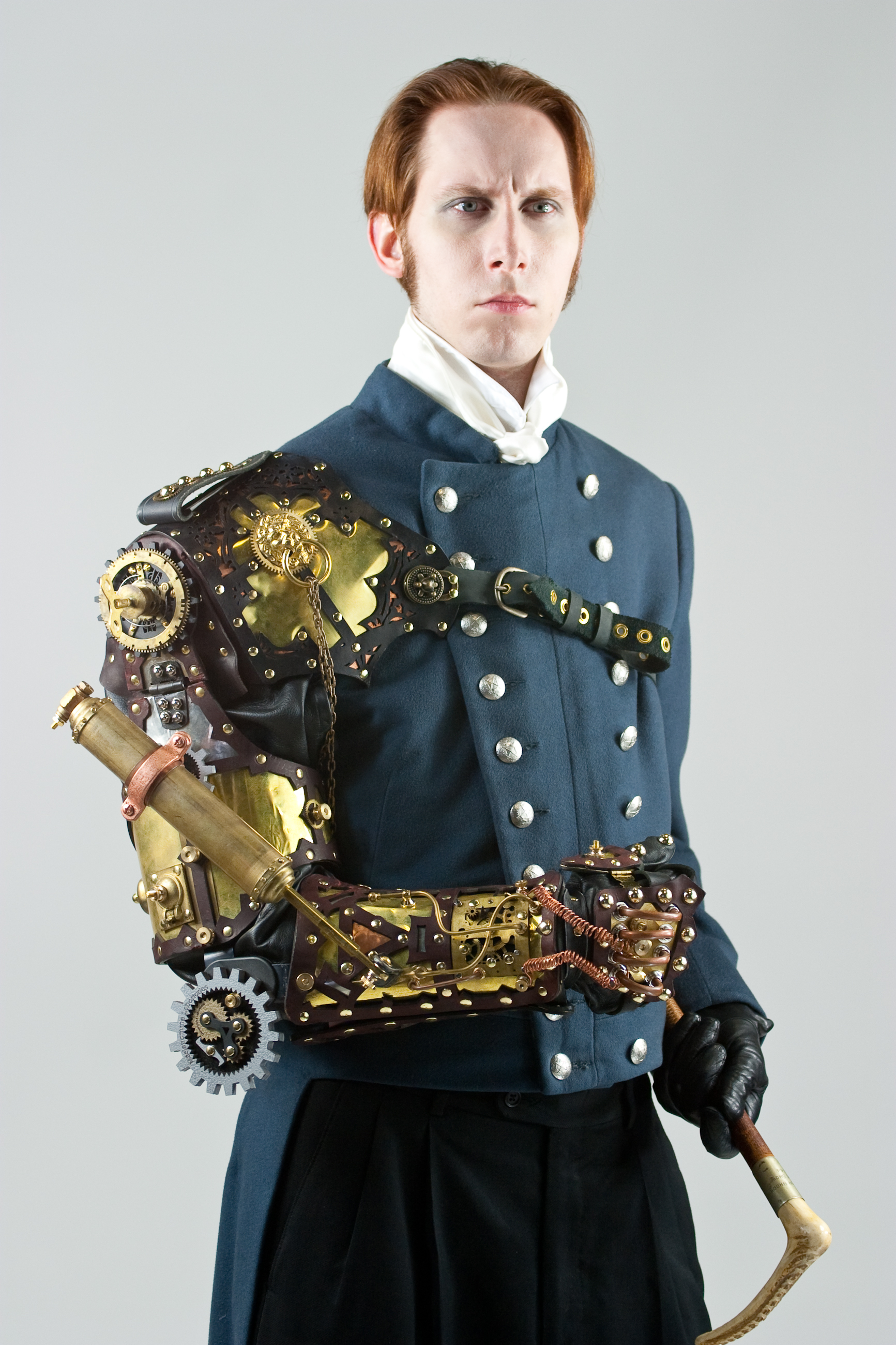
作家 G. D. Falksen が Thomas Willeford の作ったスチームパンク的な義腕風装飾を装着しているところ。スチームパンク・ファッションの一例

スチームパンクの人気の高まりと共に、それを文化やライフスタイルとして確立しようという運動が起きている。中には、ファッションでスチームパンクの美学を実践するファンや、自宅の装飾に凝るファン、音楽や映画に凝る者もいる。これは、ヴィクトリア朝の美学と現代の感覚やテクノロジーを融合させた neo-Victorianism とも称される。
スチームパンク哲学を提唱するファンもおり、パンクに触発された反体制的意見を述べる場合もあるが、人間の可能性への楽観論に支えられた主張が典型的である。
スチームパンク・ファッションには特に規定はないが、ガウン、コルセット、ペティコート、バッスルなどを身につけたり、スーツにベスト、コート、シルクハット、スパッツなどを合わせたり、軍服風のディテールを取り入れたりするものが多い。そして、テクノロジーを表す小道具である、時計、パラソル、ゴーグル、光線銃などを身につけることでアクセントとする。スチームパンク風に改造された携帯電話や音楽プレーヤーをアクセサリーとすることもある。
スチームパンクは先述のように擬似ヴィクトリア朝風の世界観に立脚しているため、時代的背景を同じくするロリータ・ファッションやゴシック・ファッションなどは、必然的にスチームパンク・ファッションとの親和性が高い。特に2014～2015年頃以降は複数のロリータ・ファッションブランドからスチームパンクをイメージした商品が発表され、ロリータ・ファッション誌も紹介記事を掲載している。
手作りの商品の売買サイト Etsy では、"steampunk" というタグが一時期流行していたが、多くの商品は上述したようなスチームパンク・ファッションとはあまり関係がない。声優の エイプリル・ウィンチェルは Regretsy: Where DIY meets WTF という本を出版したこともあり、Etsy で見つけた「スチームパンク」とは言えない商品やユーモラスな商品を自身のウェブサイトで紹介している。このブログはスチームパンク・ファンの間で大人気となり、それを題材としたミュージックビデオも作られた。
スチームパンク音楽も定義が不確かで、『ガーディアン』紙で Caroline Sullivan は「スチームパンク・サウンドを構成するのは何かについて、インターネット上で大激論になっている」と述べている。スチームパンクの音楽スタイルの範囲は、様々なスチームパンクのアーティストの作品で判断するしかない。インダストリアル/ワールドミュージックの Abney Park、シンガーソングライターで楽器発明家の Thomas Truax、カルナティックの影響を受けている サンデー・ドライバー、「インダストリアル・ヒップホップ・オペラ」の Doctor Steel、ダークウェーブとプログレッシブ・ロックの Vernian Process、Unextraordinary Gentlemen、エレクトリック・サウンドの The Wet-Glass RO、Darcy James Argue 率いるビッグバンド Secret Society、ミュージカル・ストーリーテリングの Escape the Clouds などである。イギリス系アメリカ人の作曲家 David Bruce は、カーネギー・ホールからの依頼で2010年に八重奏曲 'Steampunk' を制作した。
2006年、ネオ・ヴィクトリアン/スチームパンクのコンベンションである "SalonCon" が開催された。その後3年間開催され、アーティスト、ミュージシャン（Voltaire や Abney Park）、作家（キャサリン・M・ヴァレンテ、Ekaterina Sedia、G. D. Falksen）を主役としたサロン、スチームパンクのワークショップやパネル展示、会議、社交ダンス講習会、スチームパンク・ファッションのパレードなどが行われた。このイベントについてはMTVとニューヨークタイムズが伝えている。
コミコン・インターナショナルでもスチームパンクは普通に見られるようになっており、4日間の会期内の土曜日が「スチームパンク・デー」と呼ばれ、地方新聞のための撮影会が行われる。同日開催される「アフター・パーティ」もスチームパンクにとって重要なイベントとなっている。2010年のパーティでは Veronique Chevalier が司会を務め、The Slow Poisoner、Unextraordinary Gentlemen、Voltaire といったミュージシャンが出演、League of STEAM が特別ゲストとして登場した。2011年には Unextraordinary Gentlemen が再び出演し、Abney Park も出演した。
スチームパンクはより主流のソースも惹きつけ始めている。例えば、2010年10月11日に放送されたテレビドラマ『キャッスル 〜ミステリー作家は事件がお好き』のエピソード 「スチームパンク殺人事件」（原題："Punked" ）は、スチームパンクのサブカルチャーを特に取り上げており、ロサンゼルス地域のスチームパンクスがエキストラ出演している。ミュージックビデオでも、デヴィッド・ゲッタの 'Turn Me On' やパニック!アット・ザ・ディスコの「モナリザのバラード」はスチームパンクの影響を強く受けている。

## ギャラリー
- スチームパンク風の拳銃
- スチームパンク風のバックパック
- スチームパンク風のランプ
- スチームパンク風な携帯電話
- スチームパンク風のパソコン
- スチームパンク風のパソコン
- スチームパンク風のUSBスティック
- スチームパンク風の時計
- スチームパンク風のギター
- スチームパンク風の乗り物
- スチームパンク風にデザインされたパリ・メトロのアール・ゼ・メティエ駅11号線ホーム
- スチームパンクがテーマのジェットコースターF.L.Y（英語版）（ドイツ・ファンタジアランド（英語版））
- スチームパンク風の自動車（ドイツ・ファンタジアランド）
- スチームパンク風の自動車（ドイツ・ファンタジアランド）
- スチームパンク的な衣装のバンド「アブニー・パーク（英語版）」

## 関連文献
- Donovan, Art (2011), The Art of Steampunk: Extraordinary Devices and Ingenious Contraptions from the Leading Artists of the Steampunk Movement, Fox Chapel Publishers, ISBN 978-1-56523-573-1
- Strongman, Jay (2011), Steampunk: The Art of Victorian Futurism, Korero Books, ISBN 978-1-90762-103-1
- Willeford, Thomas (2011), Steampunk Gear, Gadgets, and Gizmos: A Maker's Guide to Creating Modern Artifacts, McGraw-Hill/TAB Electronics, ISBN 978-0-07176-236-6